# Gronau (Basse-Saxe)
Ne doit pas être confondu avec Gronau (Rhénanie-du-Nord-Westphalie).
Gronau est une municipalité allemande du land de Basse-Saxe et l'arrondissement de Hildesheim. Le 1er novembre 2016 lui furent rattachés plusieurs bourgs, ce qui lui fit doubler sa surface et sa population.

## Personnalités liées à la ville
- Walter Hennecke (1898-1984), militaire né à Betheln.
- Levin August von Bennigsen (1745-1826), militaire mort à Banteln.
- Felix Benzler (1891-1977), diplomate mort à Gronau.